# Fraunhofer-Einrichtung für Additive Produktionstechnologien
Die Fraunhofer-Einrichtung für Additive Produktionstechnologien IAPT, auch kurz „Fraunhofer IAPT“ genannt, ist eine Einrichtung der Fraunhofer-Gesellschaft zur Förderung der angewandten Forschung e. V. (FhG) in Hamburg-Bergedorf. Das Fraunhofer IAPT forscht auf dem Gebiet der Additiven Fertigung. Die Einrichtung wird von Ingomar Kelbassa geleitet.
Das Fraunhofer IAPT ist Mitglied des „Fraunhofer-Verbunds Produktion“, eines Zusammenschlusses aus elf
Fraunhofer-Instituten und -Einrichtungen, der das Ziel hat, gemeinsam produktionsnahe Forschung und Entwicklung zu betreiben.
Die Forschungseinrichtung hat 131 Beschäftigte, davon 58 Wissenschaftler und 45 Studierende, das Jahresbudget betrug 11,3 Mio. Euro (Stand 2024).

## Forschungsfelder
- Prozess- und Systementwicklung
- Pulver- und Materialqualifizierung
- Mobile Additive Fertigung
- Fügen von additiv gefertigten Bauteilen und Hybridbauweise
- Datenformate und Datensicherheit in der Additiven Fertigung
- Digitale Assistenzsysteme
- Produktionsleitsysteme
- Digitale Zwillinge der Additiven Fertigungsketten
- End-to-End-Linienintegration
- Nachbearbeitung additiv gefertigter Bauteilen
- Design additiv gefertigter Bauteile
- Qualitätssicherungs in der Additiven Fertigung
- Normkonforme Prozessspezifikationen
- „Additive Academy“ – Vermittlung anwendungsnahen Wissens beim industriellen Einsatz von additiver Fertigung